# Athapaskan
Athapaskan (Athabaski, Atapaski; amer. angl.: Athapaska, Athapasca, Athabasca, Athabaska, Déné, Tinné, Tinneh).  Etnično in jezikovno ime za plemena in jezike severnoameriških Indijancev, razširjenih na treh lokacijah na zahodu severnoameriške celine, ki tvorijo največjo vejo velike jezikovne družine Na-Déné. Plemena, ki uporabljajo te jezike, naseljujejo velika območja severne in zahodne Kanade, zahodne ZDA in Aljaske, to so:
- Severni Atapaskani (Severni Atapaskani). Ta plemena imajo kulturo subarktičnih lovcev in ribičev, ki je bila precej enotna. Simboli njihove kulture so krplje, kanuji, sani (vrsta primitivnih sani, ki jih vlečejo psi), lov na karibuje, severne jelene in ribolov. Kmetijstvo je tukaj popolnoma odsotno. - Jeziki teh plemen so sorodni pacifiškim (osrednjim) in južnim (apaškim) atapaškim jezikom. Pripone -tine, -dine, -tunne so pogoste v plemenskih imenih. Tako se Indijanci Navaho iz Arizone imenujejo Dine (kar pomeni 'ljudje'), medtem ko se Indijanci Dogrib iz Kanade doma imenujejo Tlingchadinne.
- Druga skupina, imenovana Pacifiški ali osrednji Athapaskani, se je na poti iz Kanade proti jugu ustavila na obali Washingtona, južnega Oregona in severozahodne Kalifornije. Njihova kultura spada na območje Kalifornije in severozahodne obale. Za te Indijance so značilne gradnja lesenih hiš z okroglo odprtino za vstop in izhod, 'žetev' želoda, parne kopeli, 'skalp' žolne, ki ima denarno vrednost, in ribolov (losos). Zanje je značilno tudi to, da so bili vedno številčno majhni, a tudi razdeljeni na številne manjše segmente, 'plemena' ali skupine. -Imena plemen v pacifiških regijah Združenih držav Amerike, zlasti v Oregonu in Kaliforniji, se končajo na -Tunne (zato imamo Tututunne, Naltunnetunne, Khwaishtunnetunne itd.). Vse te končnice v plemenskih imenih označujejo besedo 'ljudje' in dokazujejo, da so Athapi plemena s skupnim izvorom, ki so nekoč živela skupaj, dokler se niso razširila po obsežnem območju zahodne Severne Amerike. Jezika Indijancev Kutchin in Navajo se razlikujeta le malo bolj, kot se nemščina razlikuje od angleščine.
- Tretja skupina, danes najštevilčnejša, živi na ameriškem jugozahodu, na območjih vzhodne Arizone ter južne in zahodne Nove Mehike. Ta najjužnejša skupina se je naselila med miroljubnimi Puebli, kjer so se poleg nabiralništva in lova ukvarjali tudi s plenjenjem svojih sosedov.

Severni Atapaski
Ahtena, Babine (vključno z Hwotsotenne in Nataotin), Bear Lake (Satudene, Sahtúgot'ine), Beaver (Tsattine), Carrier (Takulli; tolpe: Naskoten, Natliwoten), Chilcotin, Chipewyan, Dihai-kutchin, Dogrib (Tlingchadinne), Han Indian (Han-kutchin), Hare (Kawchottine, K’áshogot’ine), Ingalik, Innoka-khotana, Koyukon, Kutcha-kutchin, Gora (Shihgot’ine, Sihta gotine), Nabesna, Nahane, Nakotcho-kutchin, Natsit-kutchin, Sarsi, Sekani, Slavey, Stuwihamuk (Nicola)
Pacifik (pacifiški ali osrednji Athapaskanci)
Applegate. (Washington) (Kenesti)*, Whilkut*, Wishtenatin (Khwaishtunnetunne). (*Kalifornija; neoznačen Oregon)
Južni ali Apaški (Južni /Apaški/ Athapaskanci)
Apači, Chiricahua Apači (Warm Springs Apači, Mimbre), Jano*, Jicarilla Apači, Jocome*, Kiowa Apači (Semat) (Oklahoma), Lipan Apači (tolpe: Tucubante), Mescalero Apači, Navajo, Pinaleño, Toboso*, Zahodni Apači (: Cibecue Apači; San Carlos Apači; White Mountain Apači; Tonto Apači) (*Mehika; neoznačene ZDA)
Athapaskanske jezike lahko združimo po enakih geografskih merilih: severni atapaskanski jeziki, athapaskanski jeziki pacifiške obale in južni atapaskanski jeziki (apaški).